# Ptychosperma macarthurii
Ptychosperma macarthurii là loài thực vật có hoa thuộc họ Arecaceae. Loài này được (H.Wendl. ex H.J.Veitch) H.Wendl. ex Hook.f. miêu tả khoa học đầu tiên năm 1884.

## Hình ảnh

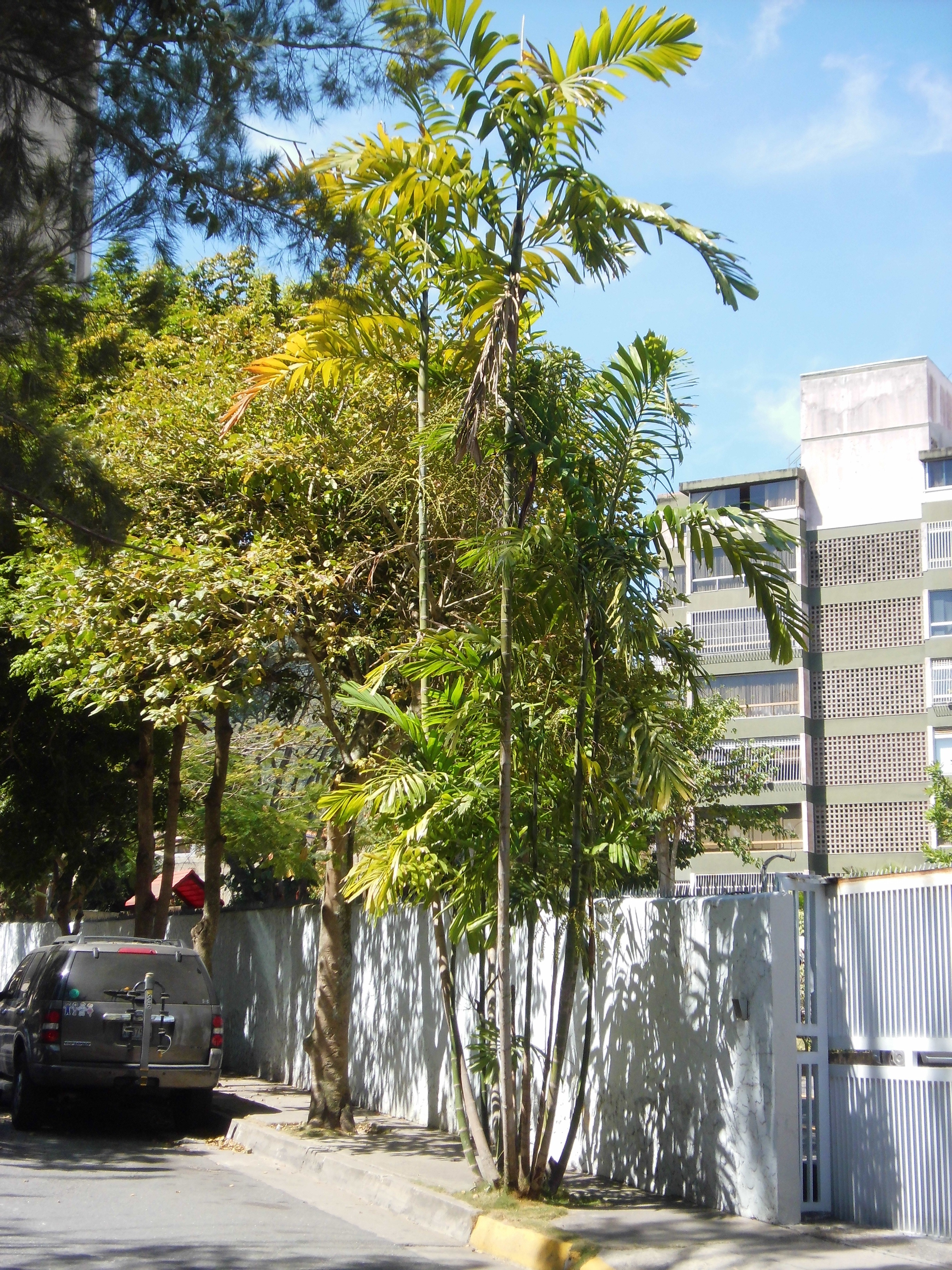
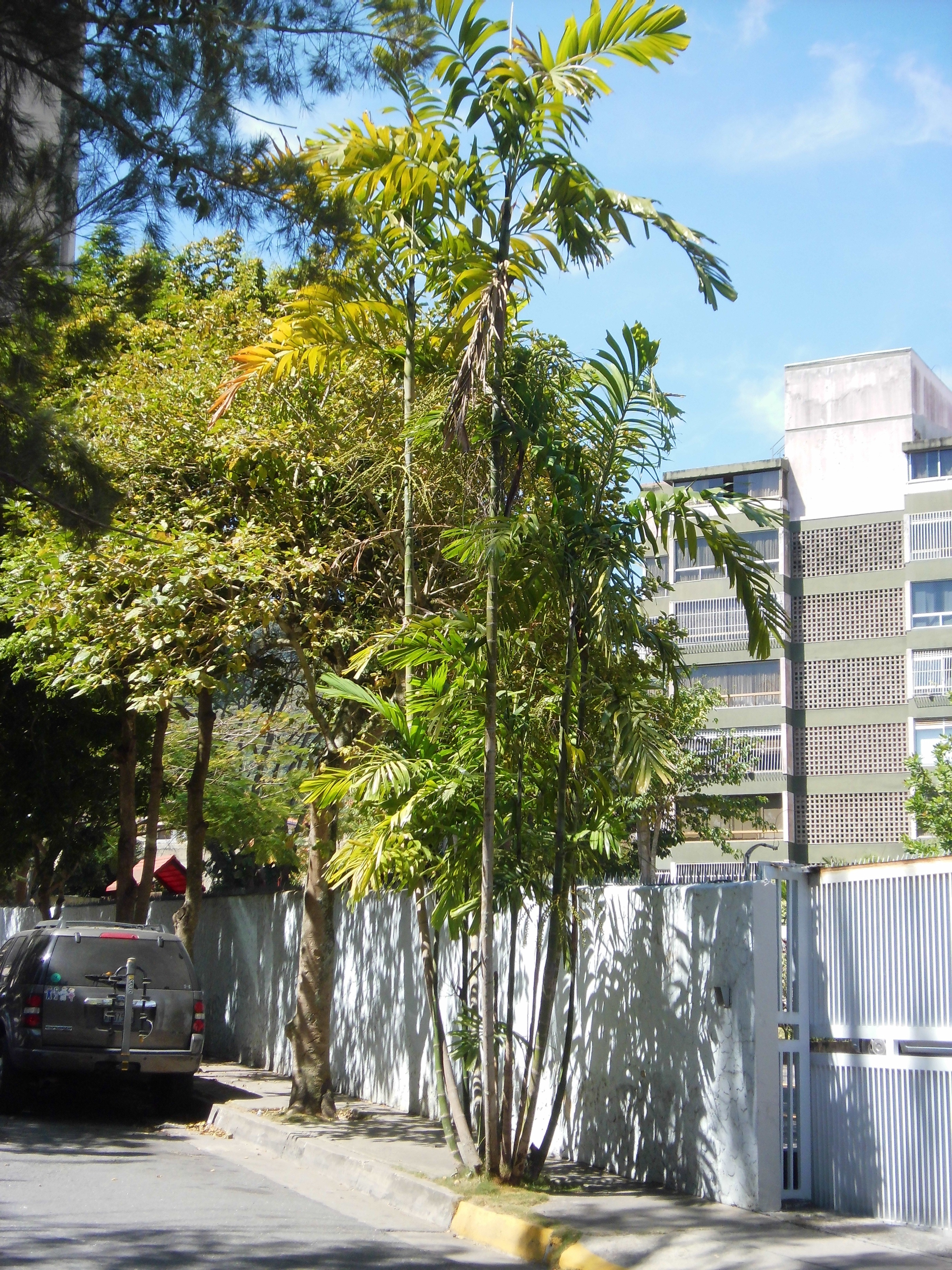
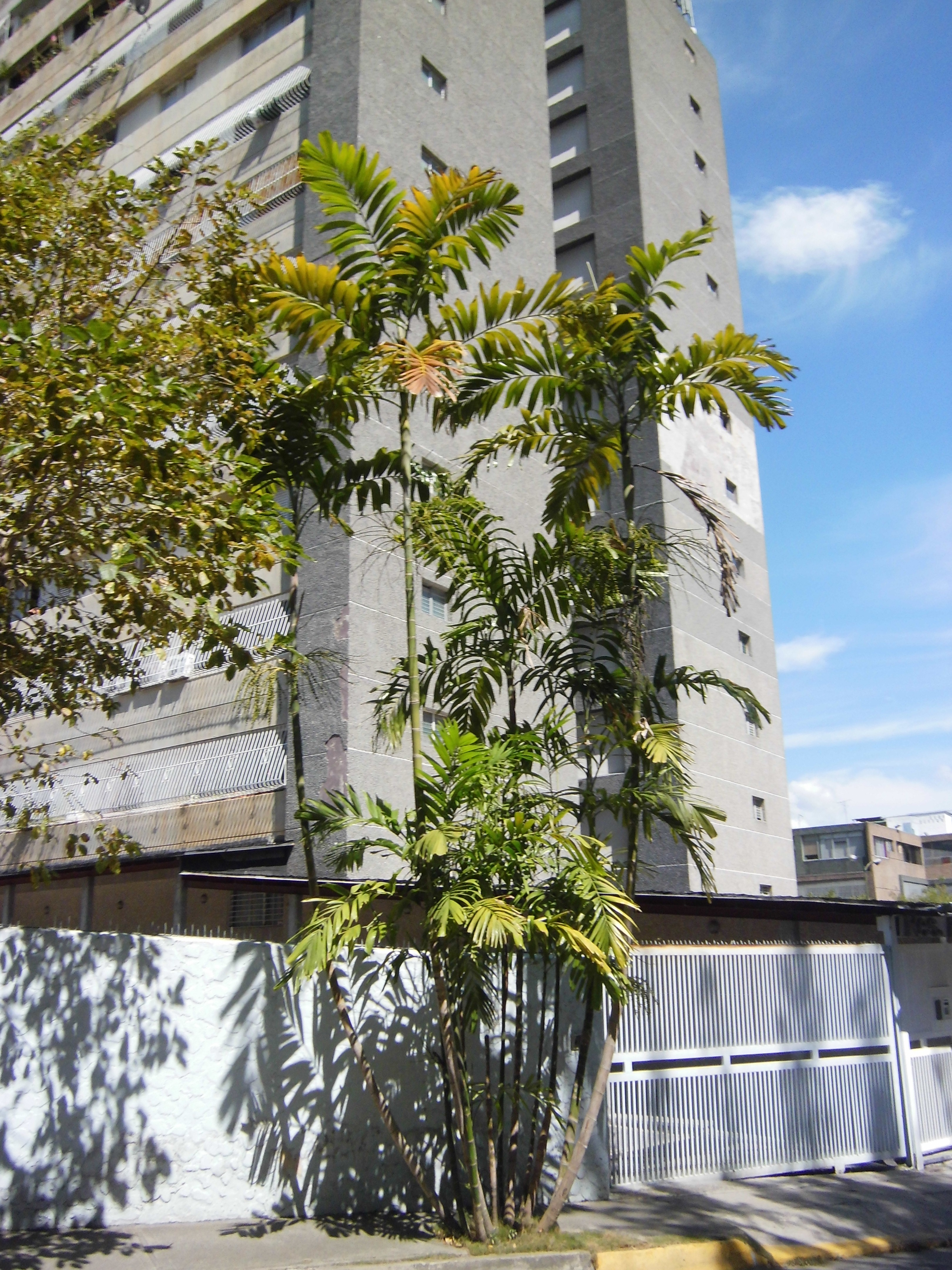
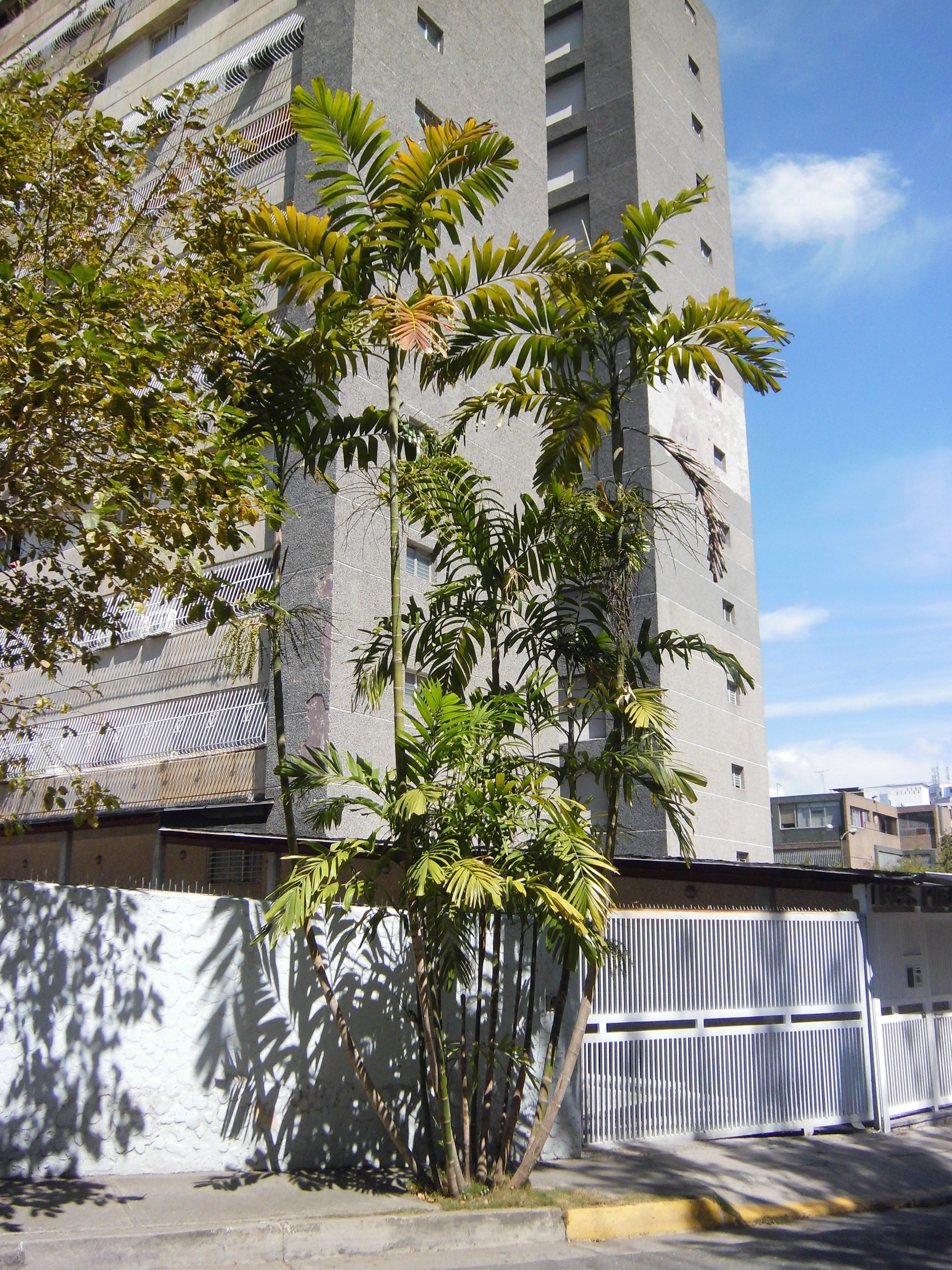